# Festuca rigidiuscula
Espèce
Festuca rigidiuscula E.B.Alexeev est une espèce de plantes monocotylédones de la famille des Poaceae, sous-famille des Pooideae,  endémique du Cameroun.
Ce sont des plantes herbacées vivaces, cespiteuses, aux tiges de 15 à 80 cm de long, et aux inflorescence en panicules contractées. 